# 指月山
指月山（しづきやま）は山口県萩市にある山。標高145メートル。

## 概要

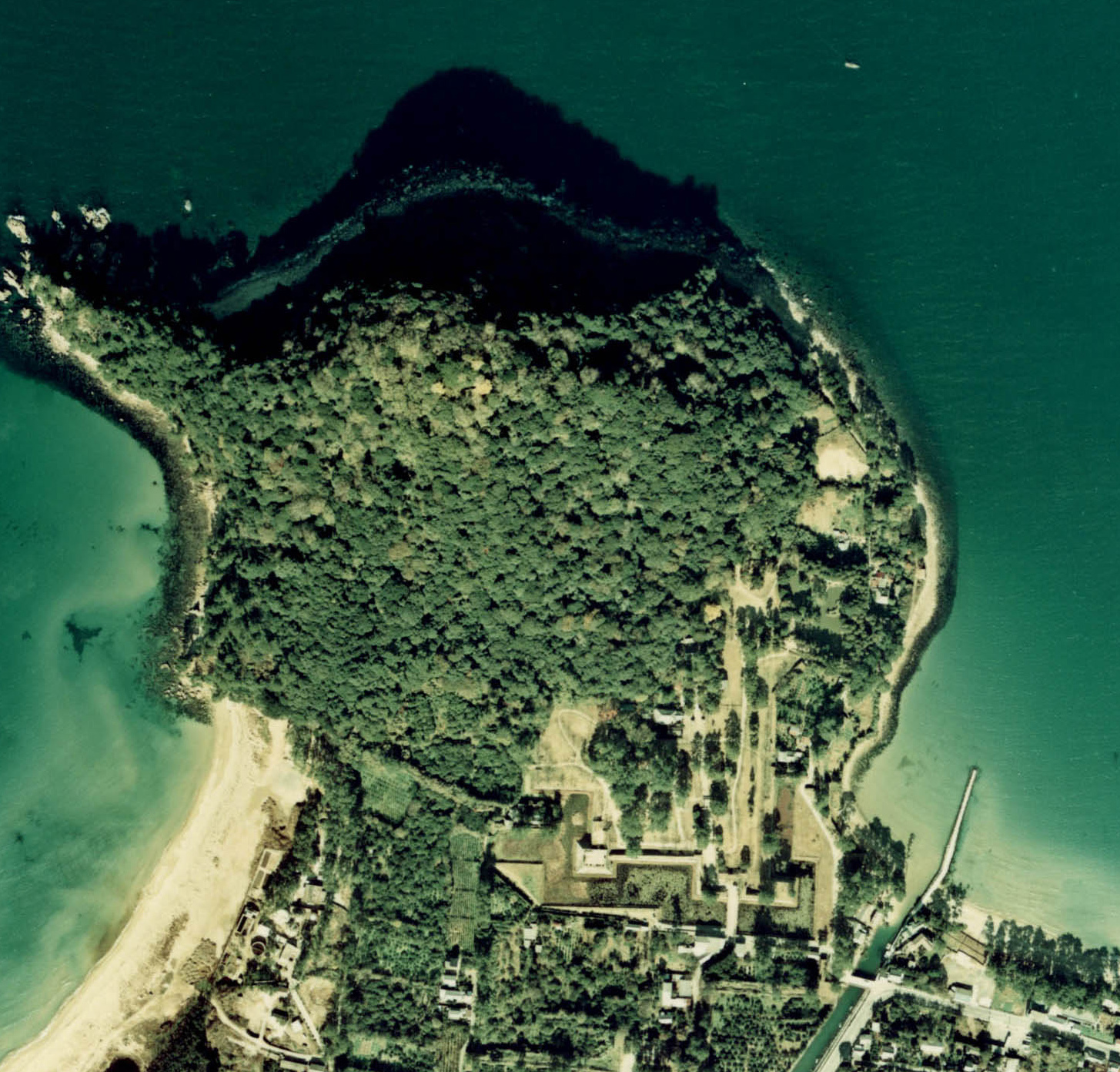
指月山と萩城の空中写真（1976年）

萩市街の北西海岸にある陸繋島で、山名はかつてこの山にあったとされる善福寺の山号に由来し、永享年間（1429年 - 1441年）に善福寺が開かれる以前は平山と呼ばれていたという。元亀元年（1570年）に吉見正頼が当地に隠居したのち、山麓には吉見氏の居館が置かれていた。
慶長9年（1604年）になると毛利輝元が萩城を築いて山麓に本丸などの藩庁が、山頂には詰丸が置かれたが、この時代の指月山は完全な陸繋島ではなく、途中に湿地帯があるなど干潮時でないと歩いて渡ることが出来なかったという。築城の際には山体の花崗岩が切り出されて石垣などの資材として使用された。また、山麓には城の鎮護のために宮崎八幡・満願寺・仰徳社・洞春寺・妙玖寺など複数の寺社が置かれていたが、明治維新を経て全て廃され、1878年（明治11年）に地元住民によって萩市内の2つの神社の遥拝所が本丸跡に設けられて、これが後に志都岐山神社となっている。
萩城は1874年（明治7年）に石垣などを残して取り壊されたが、現在では指月公園として萩市の観光地となり、2015年には世界遺産の「明治日本の産業革命遺産」構成遺産として登録されている。

### 自然
山体は約1億年前に地下にあったマグマ溜りが冷え固まった花崗岩が、年月を経て地表に現れ現在の姿になったものと考えられている。植生はシイノキ・タブノキ・クロガネモチ・カゴノキ・イスノキ・クスノキなどで、城が築かれた際に山林の伐採を禁じられたのに加えて、対馬海流の影響によって暖地性原生林の様相を今に残しており、樹齢600年を超えるものもあるという。また、サザンカの自生地北限でもある。
1971年（昭和46年）、鳥類の繁殖地および植物相などにより国の天然記念物に指定された。